# IFNA17
IFNA17‏ (Interferon alpha 17) هوَ بروتين يُشَفر بواسطة جين IFNA17 في الإنسان.